# هرمين دومس
هرمين دومس Hermien Dommisse  (بالإنجليزية: Hermien Dommisse)‏، هي ممثله من جنوب أفريقيا ولدت في 27 تشرين الأول/أكتوبر سنة 1915 وتوفيت في 24 آذار/مارس 2010 .

## السيرة الذاتية
ولدت هرمين دومس في عام 1915. قدمت العديد من الأفلام في جنوب أفريقيا ، مثل فيلم Die Kandidaat و فيلم Jannie totsiens. وقد اشتهرت بظهورها في المسلسل التلفزيوني الطويل الجنوب أفريقي "Egoli: Place of Gold".
توفيت هرمين دومس في جنوب افريقيا في دار لرعاية المسنين. 
حصلت على جائزة Fleur du Cap Theatre Lifetime Award في عام 1999.

## وصلات خارجية
- هرمين دومس على موقع IMDb (الإنجليزية)
- هرمين دومس على موقع قاعدة بيانات الفيلم (الإنجليزية)

{}